# Cencellada

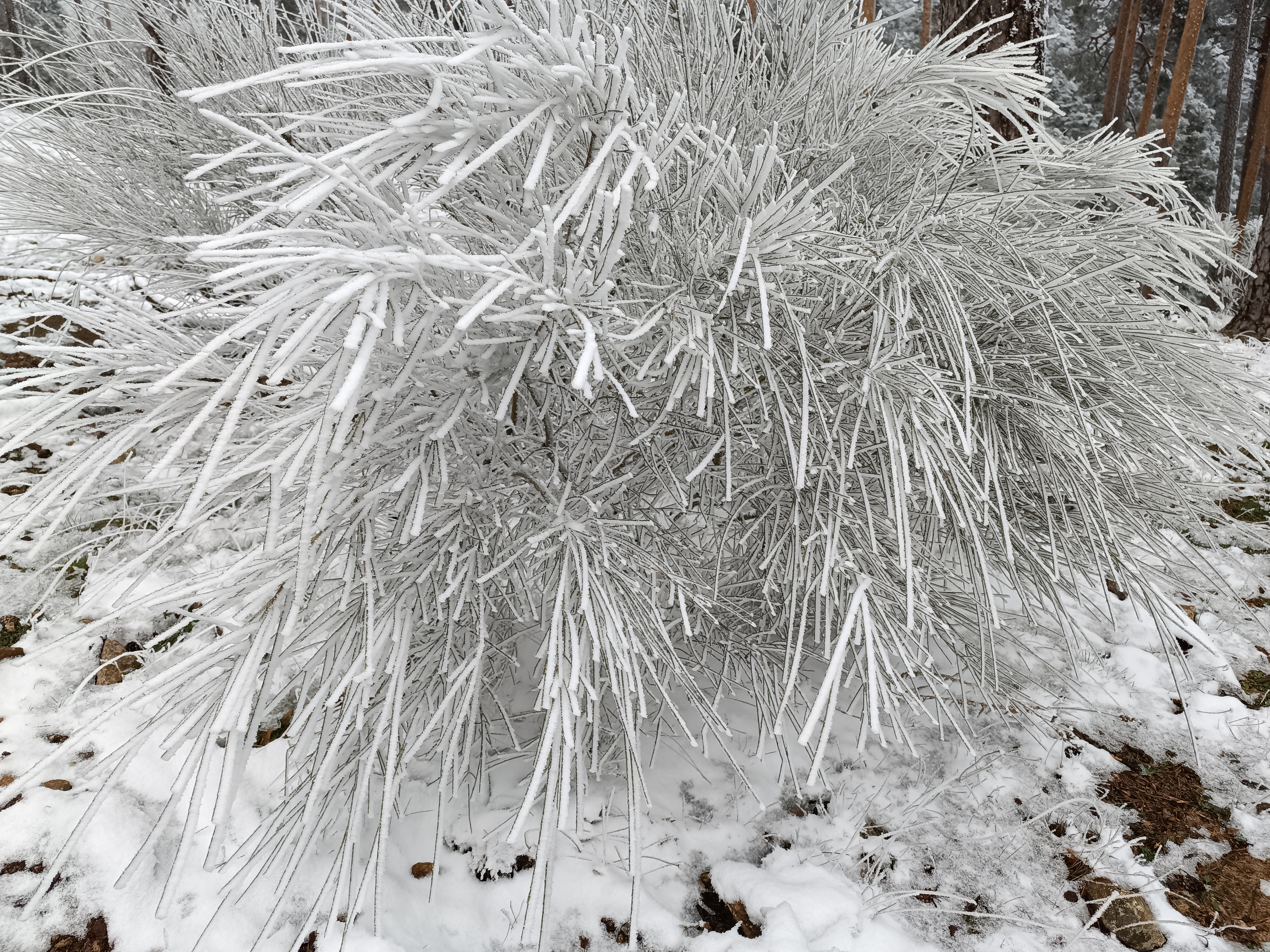
Cencellada en un arbusto de la Sierra de Guadarrama.

La cencellada es un hidrometeoro consistente en la formación de hielo sobre una superficie sólida por el congelamiento de las gotículas de agua subfundidas de un banco de niebla. Sus subtipos son la cencellada blanca y la cencellada dura.

## Cencellada blanca

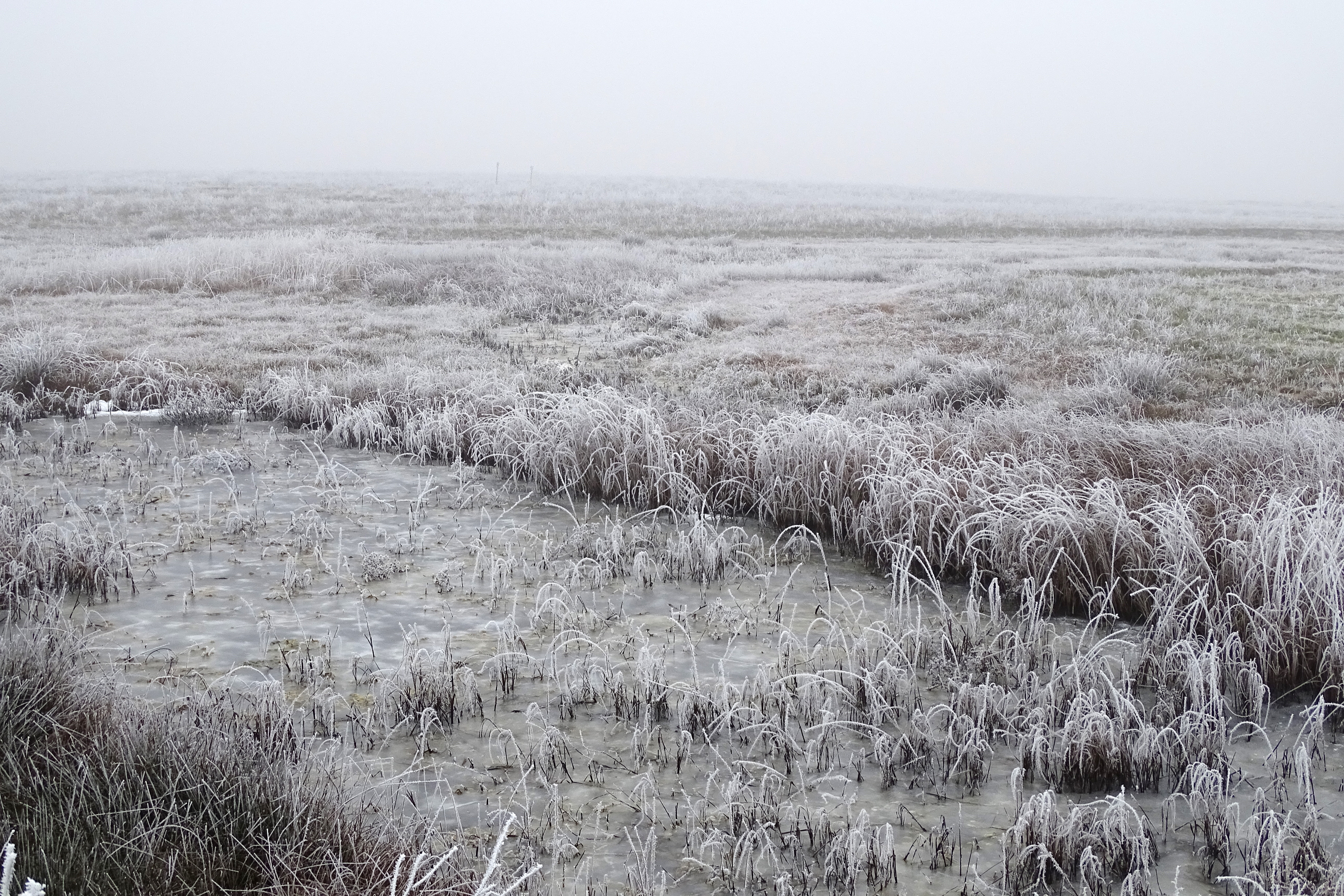
Niebla en las lagunas de Villafáfila produciendo cencellada.

La cencellada blanca es la formación de plumas y agujas de hielo suave de color blanco sobre una superficie sólida, causado por el congelamiento de gotículas sobrefundidas de un banco de niebla a temperaturas bajo cero. Las propiedades físicas de la cencellada blanca son muy parecidas a las de la nieve húmeda, por lo que su apariencia es similar a la de una nevada.
Se produce cuando existe niebla o bruma en un aire cuya temperatura es menor a 0 °C, cuando el punto de rocío está por debajo del de congelación. Existen, entonces, en el seno de la niebla y de las nubes, muchas gotículas en estado de sobrefusión, cuando normalmente debieran haberse ya congelado. Ese estado anormal cesa cuando las gotículas entran en contacto con alguna superficie sólida (el suelo, las hojas de las plantas, los tejados, etc.), sobre la cual se congelan entonces rápidamente en forma de cristales muy pequeños y brillantes, separados por inclusiones de aire.

## Cencellada dura

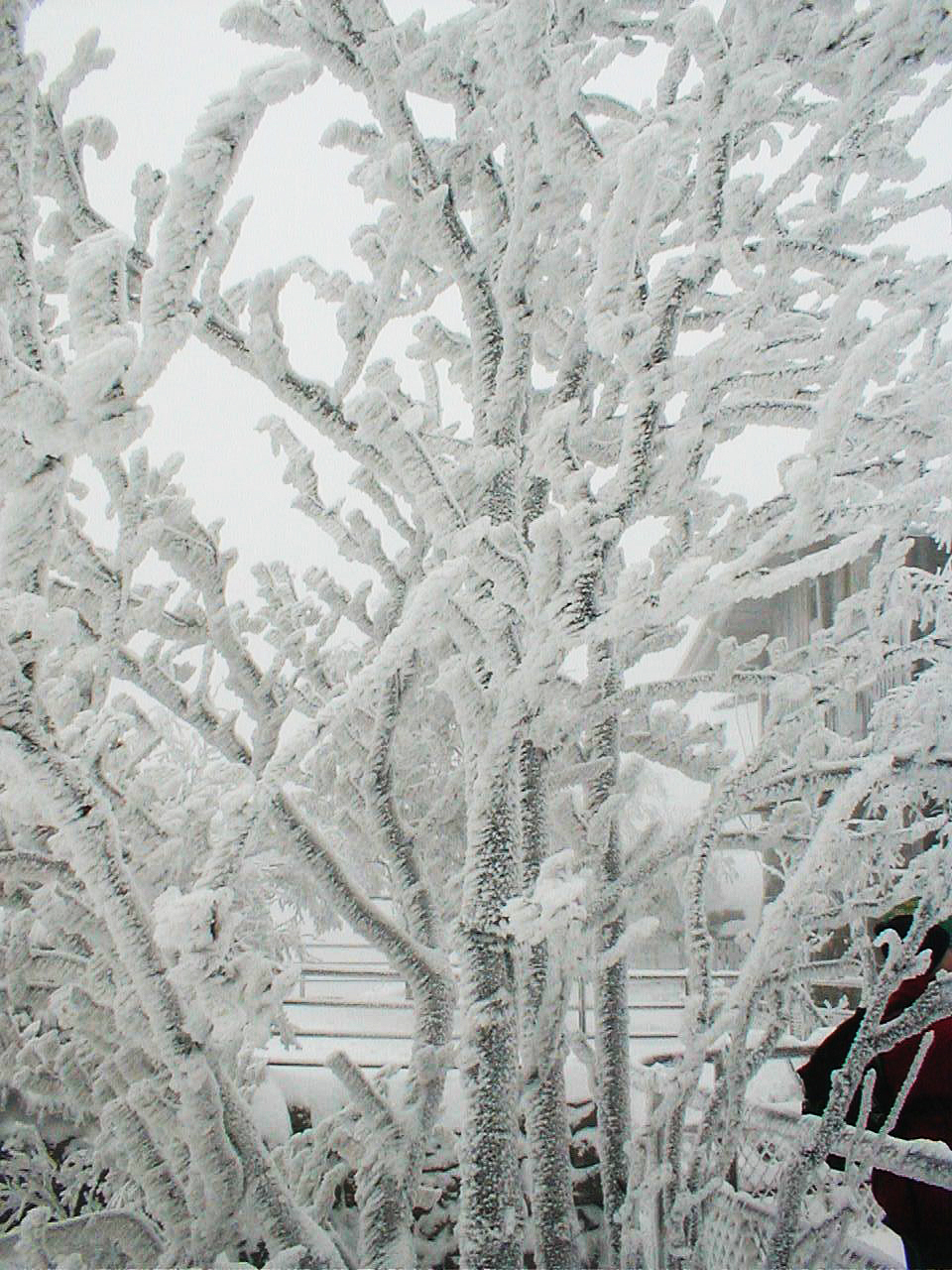
Cencellada dura en un árbol.

La cencellada dura es la formación de un hielo duro y opaco o parcialmente transparente, sobre una superficie sólida, causada por el congelamiento de gotículas subfundidas de una niebla.
La cencellada dura es frecuente en alta montaña y en altas latitudes; su formación requiere temperaturas muy bajas (-2 °C a -8 °C) y de la presencia de vientos moderados o intensos. La niebla congela al lado de barlovento de los árboles y otras superficies verticales, formando láminas de hielo duro, a modo de peines o banderas, desemejante de la cencellada blanca que parece plumosa. Estas láminas pueden alcanzar varios centímetros, dependiendo de la velocidad del viento.
La cencellada dura se adhiere fuertemente a las superficies sólidas.
Muchas veces este fenómeno se combina con el de la escarcha. La diferencia radica en que para que se de la cencellada es necesario que haya niebla, mientras que en la escarcha es que sólo el vapor de agua que hay en el aire se condensa.

## Galería de imágenes

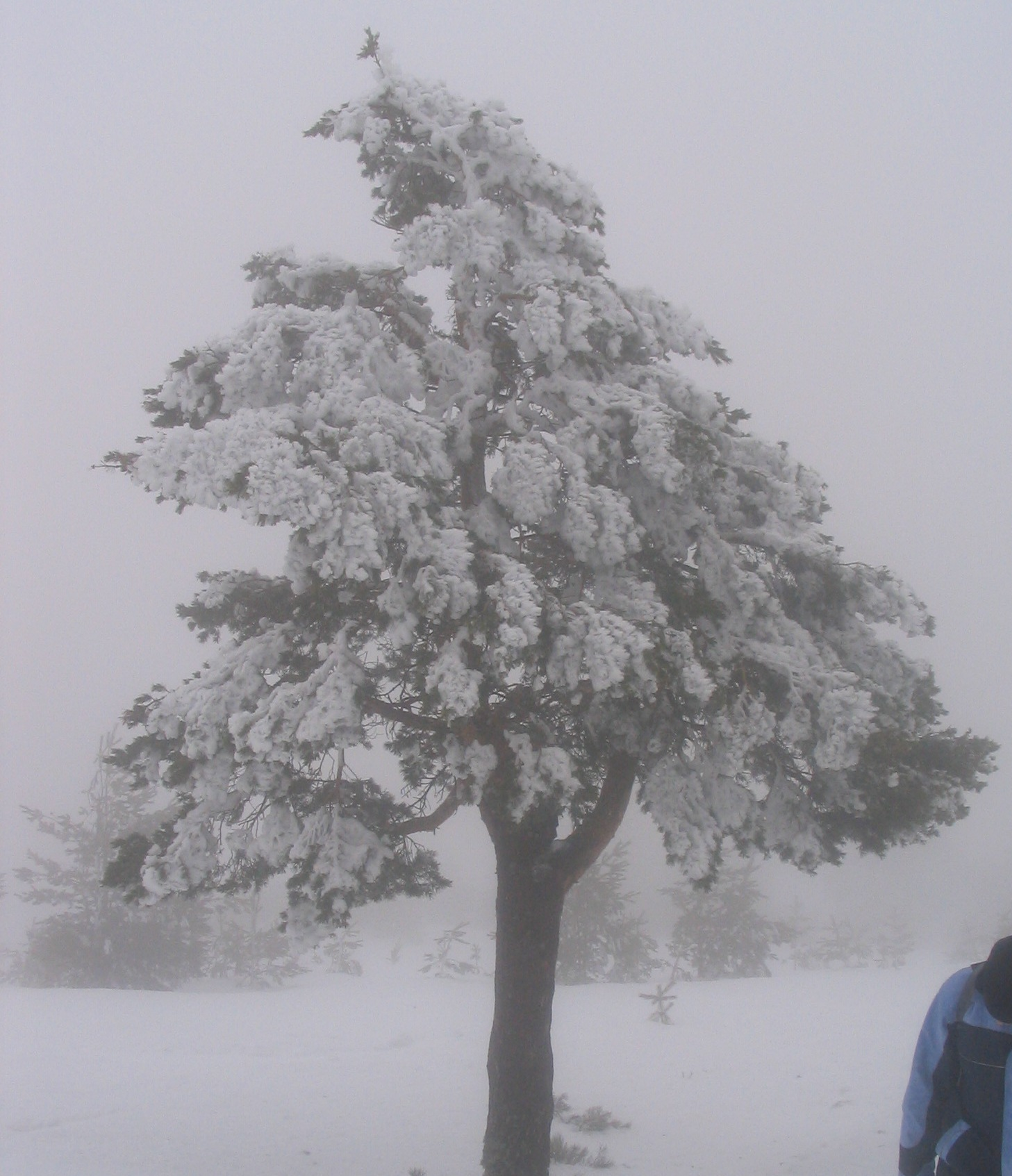
cencellada dura en un pino silvestre
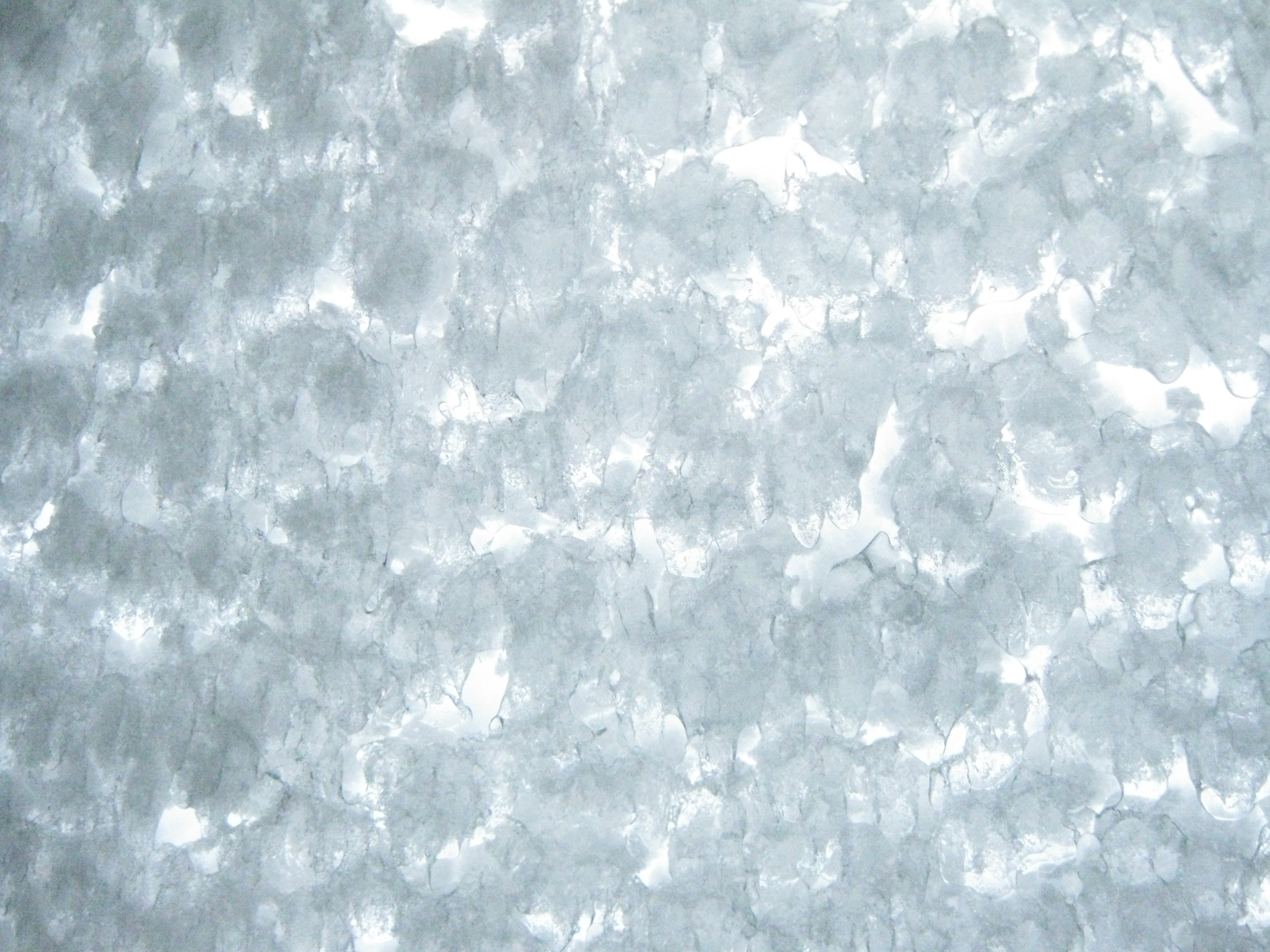
sobre un cristal
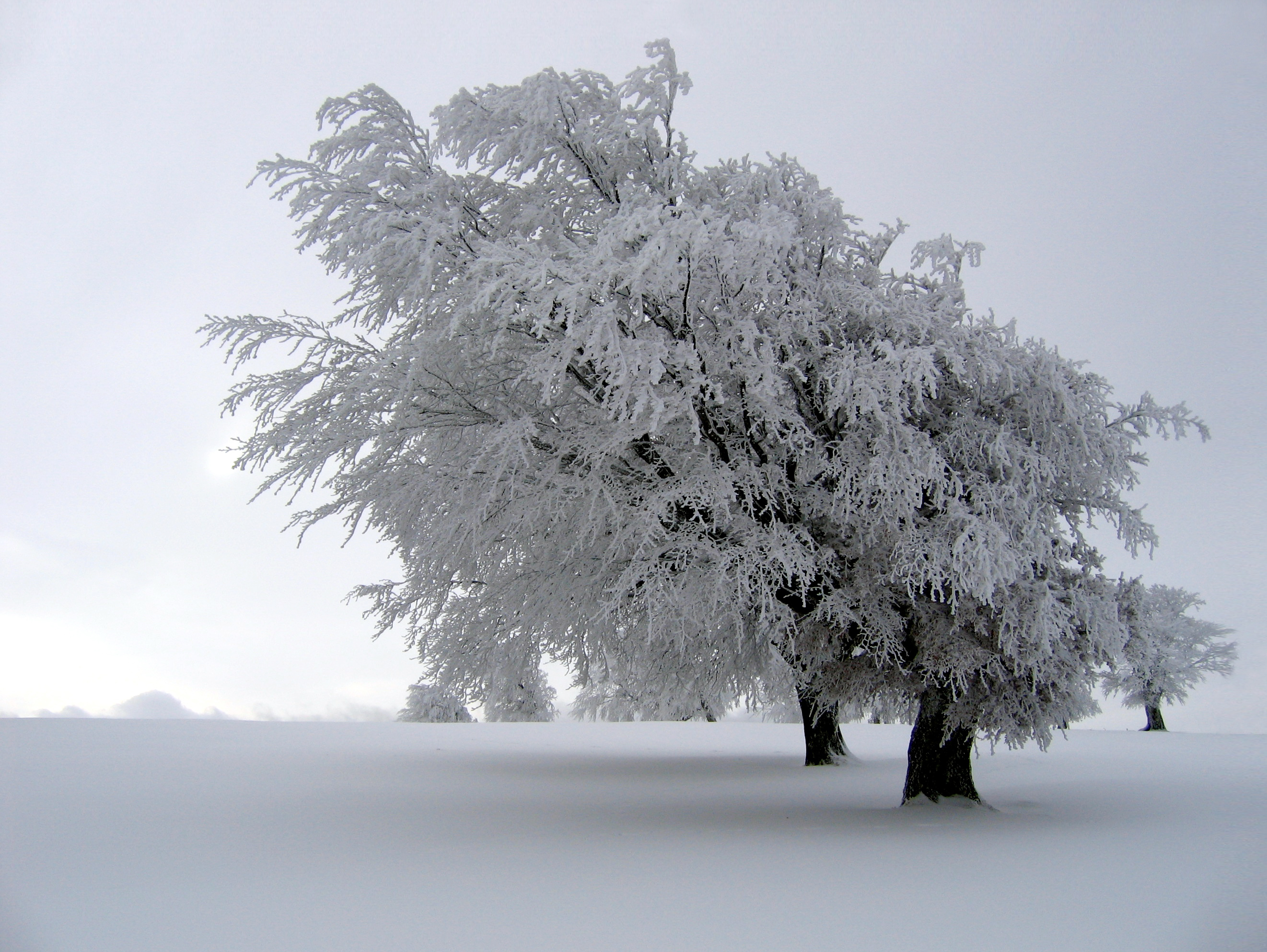
en un árbol
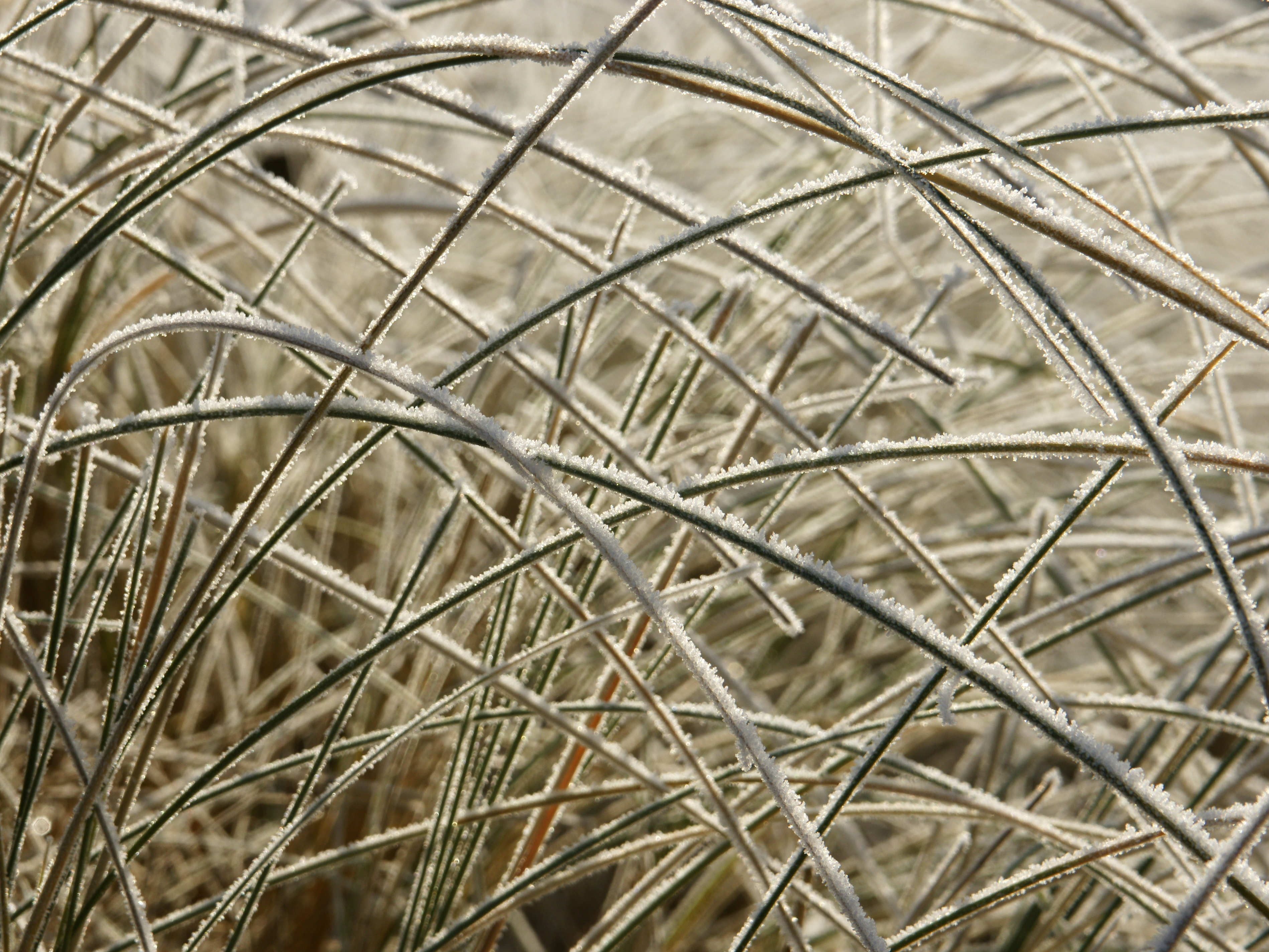
sobre plantas
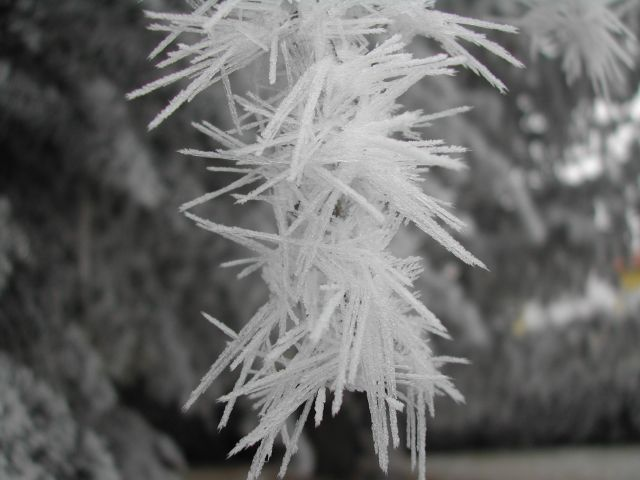
Cencellada blanca